# 4287 Тршісов
4287 Тршісов (4287 Třísov) — астероїд головного поясу, відкритий 7 вересня 1989 року.
Тіссеранів параметр щодо Юпітера — 3,631.